# Estação École Militaire
École Militaire é uma estação da linha 8 do Metrô de Paris, localizada no 7.º arrondissement de Paris.

## História
A estação foi aberta em 13 de julho de 1913 com o lançamento do primeiro trecho da linha 8 entre Opéra e Beaugrenelle (hoje Charles Michels).
A estação deve o seu nome à Escola Militar na proximidade de onde ela está situada.
A partir da década de 1950 até 2007, os pés-direitos foram revestidos com uma curvatura metálica com montantes horizontais verde e quadros publicitários dourados iluminados. Antes de remover a curvatura em 2007 pela renovação da estação no âmbito do programa "Renouveau du métro" da RATP, foi concluído nos assentos de estilo "Motte" de cor verde.
Em 2011, 4 403 029 passageiros entraram nesta estação. Ela viu entrar 4 443 503 passageiros em 2013, o que a coloca na 105ª posição das estações de metrô por sua frequência.

## Serviços aos Passageiros

### Acessos
A estação tem dois acessos saindo de uma parte e de outra da avenue de La Motte-Picquet, a nordeste da place de l'École-Militaire.

### Plataformas
École Militaire é uma estação de configuração padrão: ela tem duas plataformas laterais, separadas pelas vias do metrô. Estabelecida abaixo do solo, o teto constitui de um tabuleiro metálico, onde as vigas, de cor prateada, são suportadas pelos pés-direitos verticais. As telhas em cerâmica brancas biseladas recobrem os pés-direitos e os tímpanos. Os quadros publicitários, metálicos, são inclinados e o nome da estação é inscrito na fonte Parisine em placas esmaltadas. Os assentos são de estilo "Akiko" de cor verde.

### Intermodalidade
A estação é servida pelas linhas 28, 80, 82, 87 e 92 da rede de ônibus RATP.

## Pontos turísticos
A Escola Militar foi fundada em 1750 sobre a proposta do banqueiro Joseph Pâris Duverney, com o apoio de Madame de Pompadour, com o objetivo de criar um colégio acadêmico para os alunos oficiais de origem modesta. Nos terrenos da fazenda de Grenelle, elaborada por Ange-Jacques Gabriel, a construção começou em 1752, mas a escola só foi aberta em 1760. O conde de Saint-Germain a reorganizou em 1777 sob o nome da Escola de Cadetes-Cavalheiros, a qual recebeu como aluno o jovem Bonaparte em 1784. A Escola Militar reúne hoje todas as agências do ensino militar superior.

Galeria de fotografias
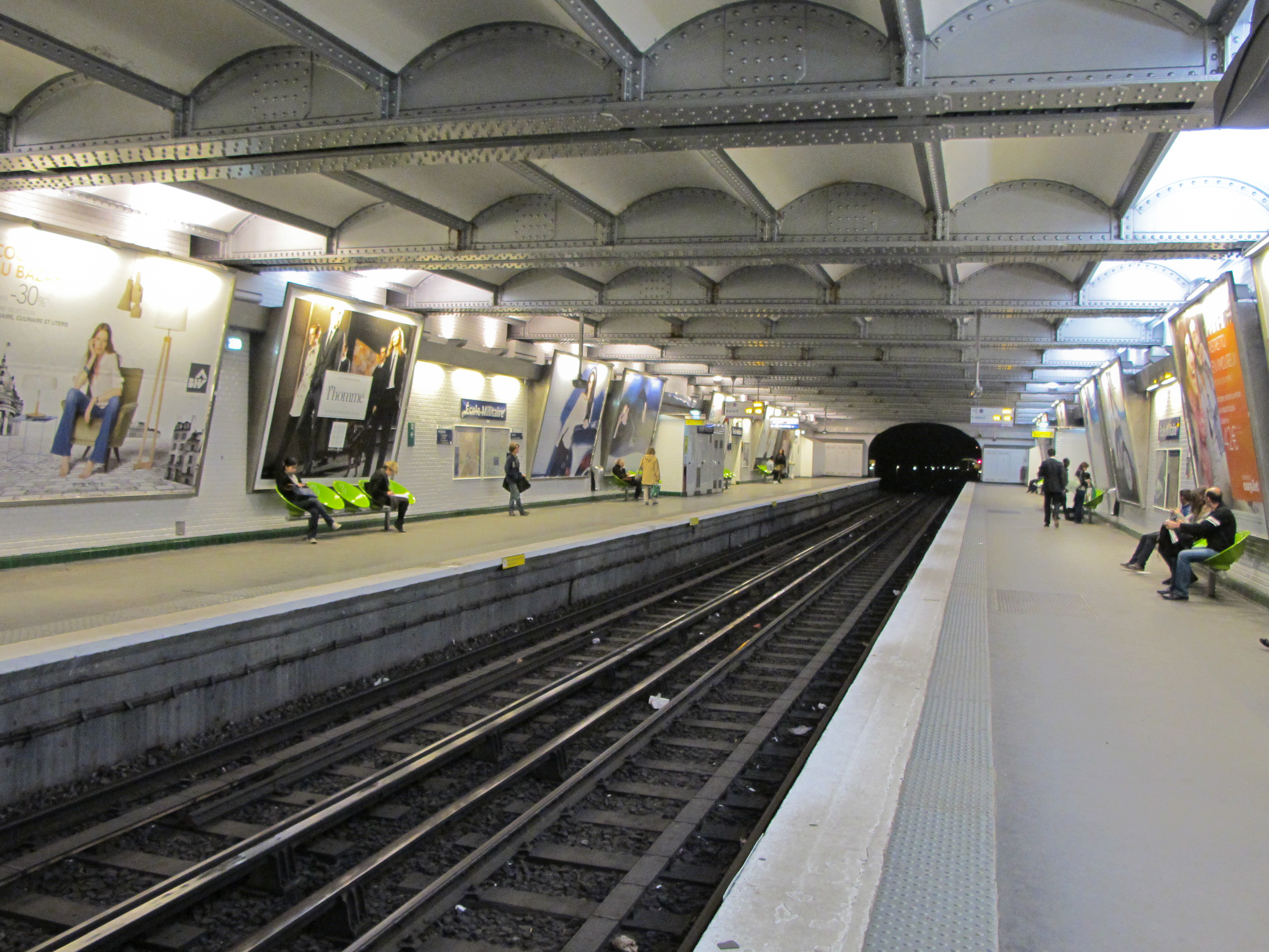
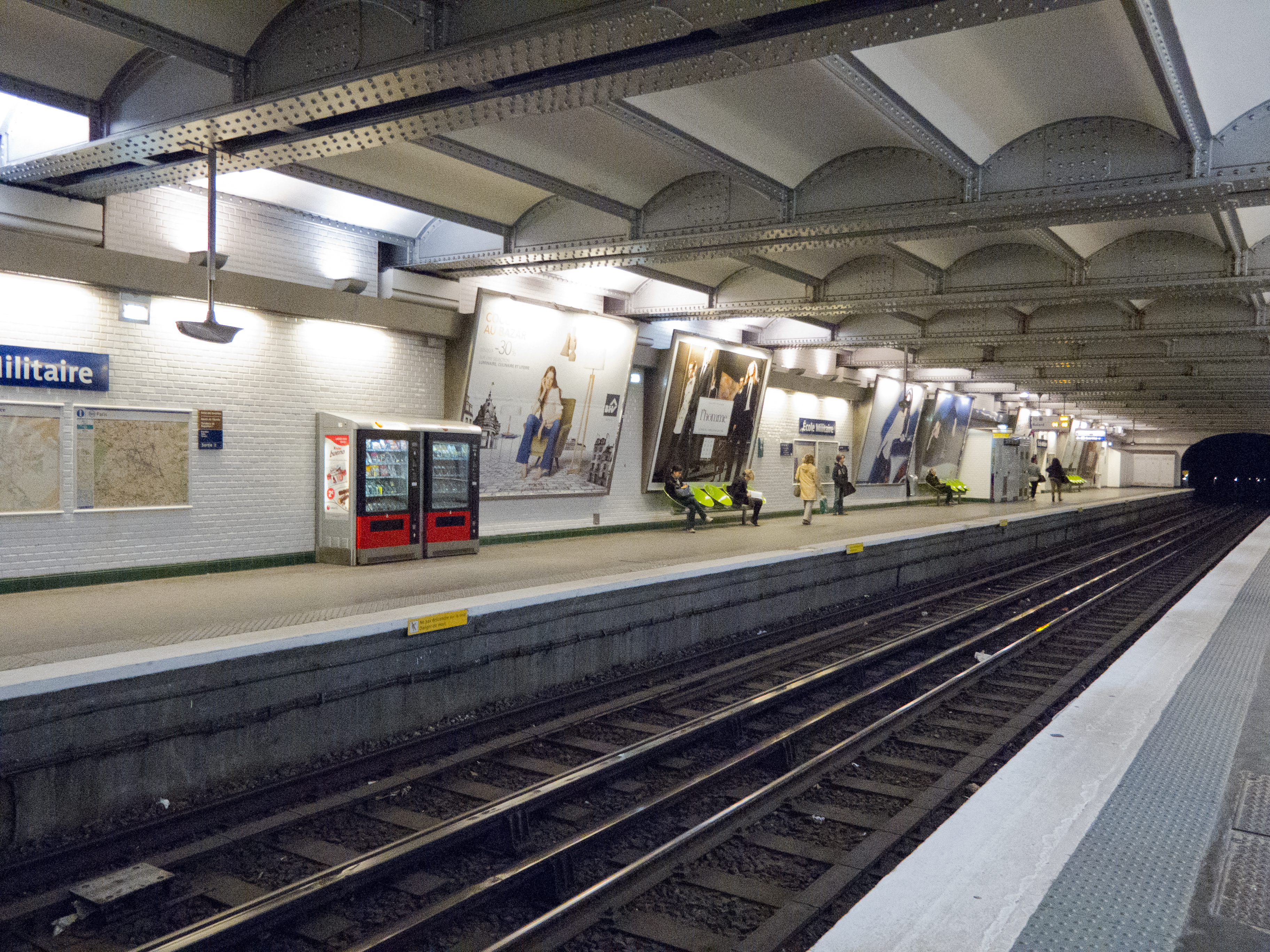
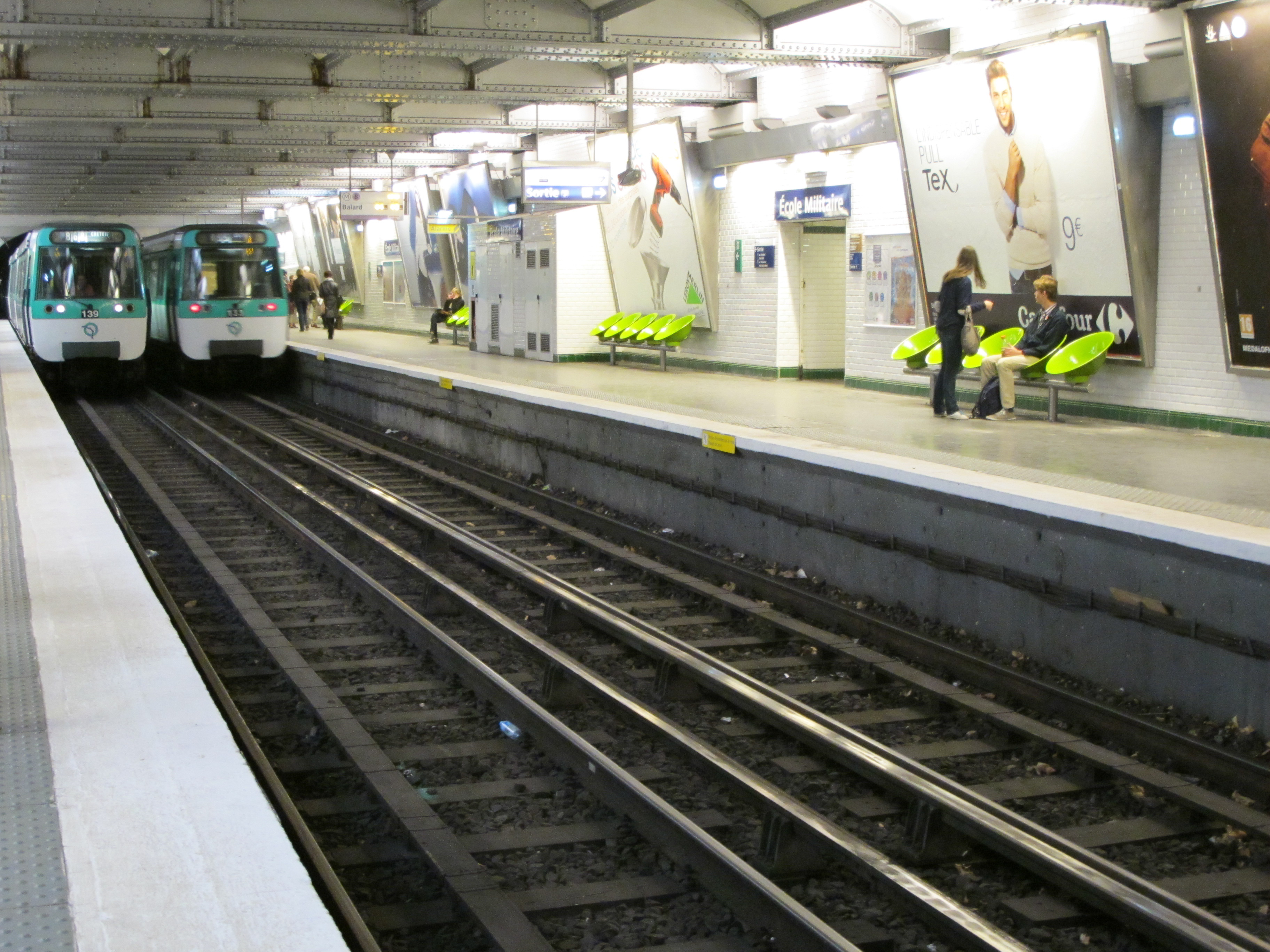